# Stânca Ștefănești (sit SCI)
Stânca Ștefănești este o arie protejată (arie specială de conservare — SAC, sit de importanță comunitară — SCI) din România, desemnată în scopul protejării biodiversității și menținerii într-o stare de conservare favorabilă a florei spontane și faunei sălbatice, precum și a habitatelor naturale de interes comunitar aflate în arealul zonei de protecție. Aceasta se întinde pe o suprafață de 0,3 ha, integral pe uscat.

## Localizare
Situl Stânca Ștefănești se întinde pe teritoriul administrativ al orașului Ștefănești din județul Botoșani. Centrul acestuia este situat la coordonatele 47°50′20″N 27°13′36″E / 47.838964°N 27.226689°E.

## Înființare
Stânca Ștefănești (ROSCI0234) a fost declarată sit de importanță comunitară în decembrie 2007 pentru a proteja mai multe specii din flora spontană a României. Situl a fost protejat și ca arie specială de conservare în mai 2022. Acesta include rezervația naturală Stânca Ștefănești.

## Biodiversitate
Situată în ecoregiunea continentală a Câmpiei Moldovei, aria protejată conține un habitat natural: Pajiști rupicole calcaroase sau bazofile cu Alysso-Sedion albi.
La baza desemnării sitului se află 13 specii floristice ocrotite la nivel european prin Directiva C.E. 92/43/CE (anexa I-a) din 21 mai 1992 (privind conservarea habitatelor naturale și a speciilor de faună și floră sălbatică).; astfel: rușcuță de primăvară (Adonis vernalis), barba boierului (Ajuga laxmannii), usturoi sălbatic (Allium saxatile), cosaci (Astragalus austriacus), Aurinia saxatilis, Centaurea orientalis, garofiță (Dianthus capitatus), didițel vânăt (Pulsatilla montana), șiverechie podoliană (Schivereckia podolica), urechelniță (Sempervivum ruthenicum), Silene chlorantha, Sisymbrium polymorphum și Veronica spicata ssp. incana.